# McLibel-Fall

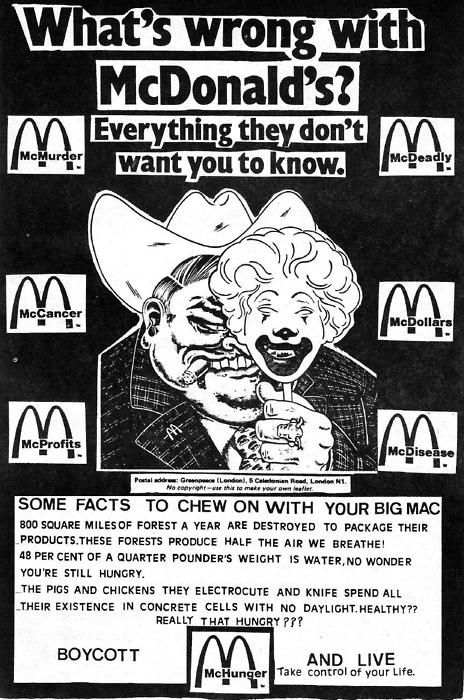
Flugblatt von 1986

Der McLibel-Fall (eine Verleumdungsklage, engl.: to libel) ist eine umgangssprachliche Bezeichnung für ein lang anhaltendes englisches Gerichtsverfahren von McDonald’s gegen David Morris und Helen Steel (auch als „The Libel Two“ bezeichnet), das durch eine Klage der McDonald’s Corporation ins Rollen gebracht wurde. Auslöser war ein McDonald’s-kritisches Flugblatt, das Steel und Morris angeblich verteilt hatten. Der Fall dauerte sieben Jahre, womit er der langwierigste der englischen Geschichte ist.
Obwohl McDonald’s zwei separate Anhörungen des Falles vor englischen Gerichten gewonnen hat, betrachten es einige als „moralische Niederlage“ des Konzerns. So entwickelte sich das Gerichtsverfahren zu einem Image-GAU für das Unternehmen. Deshalb betonte McDonald’s wiederholt, dass sie keine Pläne hätten, die 40.000 £, die von englischen Gerichten zugesprochen wurden, auch einzufordern.

## Geschichte

### Veröffentlichung
Im Jahre 1986 verteilte „London Greenpeace“ (nicht zu verwechseln mit Greenpeace International) ein McDonald’s-kritisches Papier mit dem Titel Was ist falsch an McDonald’s: All das, von dem sie nicht wollen, dass du es weißt.
Die Publikation bezichtigte McDonald’s folgender Punkte:
- Verkauf ungesunden Essens
- Ausnutzung der Mitarbeiter
- Unethisches Marketing (besonders im Zusammenhang mit Kindern)
- Grausamkeit gegenüber Tieren
- Ressourcenverschwendung
- Beitrag zur Armut in der Dritten Welt (Bauern würden von ihrem Land verjagt, damit McDonald’s an ihrer Stelle Kartoffeln anbauen oder Vieh züchten kann)
- Umweltverschmutzung durch ihre Verpackungen
- Mitschuld an der Zerstörung des südamerikanischen Regenwaldes.

Das Flugblatt wurde, bevor McDonald’s reagierte, als Reinfall betrachtet. Inzwischen ist es in 26 Sprachen übersetzt.

### Gerichtsverfahren
1990 reagierte McDonald’s mit einer Verleumdungsklage gegen fünf London Greenpeace-Aktivisten, Paul Gravett, Andrew Clarke, Jonathan O’Farell sowie Steel und Morris, weil sie das Flugblatt in London auf der Straße verteilt hatten. Der Fall wurde Richter Rodger Bell zugewiesen.
Sie sollten sich bei der Firma entschuldigen und eine Unterlassungserklärung abgeben. Nach englischem Recht muss der Beklagte die Wahrhaftigkeit seiner verunglimpfenden Behauptungen beweisen können.
Drei der Angeklagten (Gravett, Clarke und O’Farrell) entschuldigten sich und unterschrieben eine Unterlassungserklärung, nicht jedoch Steel und Morris. McDonald’s zog daraufhin die Klage gegen die obigen drei zurück, hielt jedoch die gegen Steel und Morris aufrecht.
Ihnen wurde juristische Unterstützung von den Gerichten verwehrt. Durch Privatpersonen unentgeltlich juristisch unterstützt verteidigten sie sich selbst und stellten gewaltige Recherchen in ihrer Freizeit an; schließlich riefen sie 180 Personen in den Zeugenstand um ihre Behauptungen zu Lebensmittelvergiftungen, unbezahlten Überstunden, irreführenden Behauptungen von McDonald’s zu ihrem Recycling und sogar zu Spionen, die McDonald’s bei London Greenpeace einschleuste, zu beweisen.
Im Juni 1995, nachdem das Verfahren bereits ein Jahr andauerte, bot McDonald’s außergerichtlich an, eine große Summe einer (von Steel und Morris zu bestimmenden) wohltätigen Organisation spenden und die Klage zurückziehen, sofern Steel und Morris erklären, McDonald’s nicht mehr zu kritisieren.
Am 19. Juni erging ein mehr als 1000-seitiges Urteil zugunsten McDonald’s. Die 45-seitige Zusammenfassung wurde im Gericht verlesen. Obwohl das ein juristischer Sieg war, wird er seit langem als Pyrrhussieg für das Unternehmen bezeichnet. So bemerkte Richter Bell, dass McDonald’s
- die Gesundheit ihrer Kunden mit irreführender Werbung gefährdet,
- Schuld an unnötiger Grausamkeit gegenüber Tieren trägt,
- Gewerkschaften abgeneigt ist,
- Angestellte schlecht entlohnt.

Obwohl das Gericht McDonald’s 60.000 £ zusprach, waren die Verfahrensaufwendungen viel höher. Die Beklagten konnten diese Summe nicht zahlen. Man schätzt die Gesamtkosten für McDonald’s auf 10 Millionen Pfund. Steel und Morris legten Berufung gegen das Urteil ein. In der Revision wurde die McDonald’s zugesprochene Summe von 60.000 £ auf 40.000 £ reduziert.

### Weitere Fälle
Später fanden die Angeklagten heraus, dass McDonald’s nicht nur London Greenpeace mit Spionen infiltriert hatte, die sexuelle Beziehungen mit Mitgliedern eingingen und in ihr Geschäftsgebäude einbrachen, sondern auch Verbindungen zu Exekutivorganen missbrauchten, um Informationen über die Beklagten zu erhalten. Morris und Steel verklagten später Scotland Yard und erhielten 10.000 £ sowie eine Entschuldigung.

### Europäischer Gerichtshof für Menschenrechte
Steel und Morris argumentierten vor englischen Law Lords, dass ihr Recht auf Rechtshilfe (um ein faires Verfahren zu gewährleisten) versagt blieb. Als diese sich weigerten den Fall anzunehmen, gelangte das Paar an den Europäischen Gerichtshof für Menschenrechte (EGMR) um die Richtlinien der britischen Regierung, wonach Rechtshilfe für Verleumdungsklagen nicht gewährleistet wurde, zu bekämpfen. Im September 2004 wurde sie vom EGMR angehört. Ihre Anwälte führten an, dass das ursprüngliche Verfahren zwei arme, machtlose Individuen einer reichen und mächtigen Firma gegenüberstellte und somit deren Recht auf Redefreiheit und auf ein faires Verfahren verletzte. Mit dem Urteil kritisierte der EGMR die britische Rechtsordnung, welche nicht in der Lage sei, das Recht auf öffentliche Kritik an einer Firma (Art. 10) adäquat zu schützen und verurteilte die parteiische Natur des Verfahrens aufgrund der fehlenden rechtlichen Mittel der Angeklagten, den komplexen und repressiven Charakter britischer Verleumdungsgesetze sowie das Ungleichgewicht zwischen den Parteien (wodurch Artikel 6 verletzt wird).
Am 15. Januar 2005 endete der 20 Jahre dauernde juristische Streit (davon elf Jahre Gerichtsverfahren), als der EGMR entschied, dass das ursprüngliche Verfahren Artikel 6 (Recht auf ein faires Verfahren) und Artikel 10 (Recht auf freie Meinungsäußerung) der Europäischen Menschenrechtskonvention verletzt habe. Die britische Regierung wurde zu einer Entschädigung von 57.000 £ zugunsten der „McLibel Two“ verurteilt.

## Statements zum Urteil
Als Antwort zum Urteil veröffentlichten Steel und Morris folgende Presseerklärung:
„Indem wir McDonald’s weitgehend geschlagen haben […] konnten wir die notorisch repressiven und unfairen britischen Gesetze aufzeigen. Als Resultat des heutigen Urteils könnte die Regierung gezwungen sein, Teile des britischen Rechts zu verbessern oder zu streichen. Wir hoffen das Urteil führt zur genaueren öffentlichen Prüfung von mächtigen Organisationen, deren Praktiken einen schädlichen Einfluss auf die Gesellschaft und Umwelt haben. Die McLibel-Kampagne hat bereits jetzt bewiesen, dass dezidierte und weit verbreitete Basisproteste gepaart mit Trotz jene unterminieren können, die versuchen ihre Kritiker zum Schweigen zu bringen und selbst vor repressiven Gesetzen bestehen können. Die stetig wachsende Opposition zu McDonald’s und all dem wofür das Unternehmen steht ist eine Verteidigung all der Bemühungen rund um die Welt, die zur Entblößung und Bekämpfung der Geschäftspraktiken von McDonald’s führte.“ (Quelle (engl.): mcspotlight.org)
McDonald’s hat das Urteil nicht kommentiert.

## Filmische Aufarbeitung
Der Fall wurde 1997 von der britischen Filmemacherin Franny Armstrong in Zusammenarbeit mit Ken Loach unter dem Titel McLibel als Dokumentation aufbereitet. Die Erstausstrahlung im britischen Fernsehen wurde noch im selben Jahr rechtlich verhindert, der Film konnte erst nach dem Gerichtsverfahren vor dem Europäischen Gerichtshof 2005 ausgestrahlt werden.